# Barrio La Costa (General Roca)
Barrio La Costa es una localidad argentina ubicada en el Departamento General Roca de la provincia de Río Negro. Se halla sobre la costa del río Negro, 8 km al sur del centro de General Roca, de la cual depende administrativamente.
Cuenta con un centro de salud, gestionado por el Centro Comunitario del barrio que realiza tareas sociales con la población carenciada del mismo.

## Población
Cuenta con 95 habitantes (Indec, 2010), lo que representa un incremento del 23% frente a los 77 habitantes (Indec, 2001) del censo anterior.